# Thecla doryasa
Thecla doryasa är en fjärilsart som beskrevs av William Chapman Hewitson 1874. Thecla doryasa ingår i släktet Thecla och familjen juvelvingar. Inga underarter finns listade i Catalogue of Life.